# Universidad Nacional Andrés Bello
Universidad Nacional Andrés Bello – prywatna uczelnia w Chile, zlokalizowana w Santiago. 